# ジョージ・リーチ
ジョージ・リーチ（George Leach、1981年5月13日 - ）は、アメリカ合衆国ノースカロライナ州出身のプロバスケットボール選手である。ポジションはセンター。

## 来歴
インディアナ大学出身。
大学卒業後、チェコ、ABA、WBAのチームと契約し、NBAデベロップメント・リーグのフロリダ・フレイム、ベルギーのグルートルーベンを経て、2007-2008シーズンより日本プロバスケットボールリーグ（bjリーグ）の高松ファイブアローズに入団し、センターのポジションを掴む。同シーズンのオールスターゲームにもブースター投票センター部門１位で選出されて出場。2年目も中心選手として活躍するが、1月に怪我で戦線離脱。
翌2009-2010シーズンは琉球ゴールデンキングスに所属。オールスターゲームに2回目の出場。
2010-2011シーズン開幕後の11月埼玉ブロンコスに入団。2011年3月、東日本大震災によりブロンコスが活動を休止したため、新潟アルビレックスBBにレンタル移籍。
2011年9月、新規参入チームの千葉ジェッツと契約した。11月にアキレス腱断裂で戦線離脱。シーズン終了をもって退団した。

## 記録
| シーズン         | チーム | GP | GS | MPG  | FG%  | 3P% | FT%  | RPG  | APG | SPG | BPG | TO  | PPG  |
| ---------------- | ------ | -- | -- | ---- | ---- | --- | ---- | ---- | --- | --- | --- | --- | ---- |
| bjリーグ 2007-08 | 高松   | 42 |    | 29.2 | .537 | -   | .600 | 8.8  | 2.2 | 0.8 | 2.9 | 2.4 | 13.2 |
| bjリーグ 2008-09 | 高松   | 25 | 23 | 28.0 | .602 | -   | .590 | 8.8  | 1.5 | 0.8 | 2.5 | 2.3 | 14.9 |
| bjリーグ 2009-10 | 沖縄   | 52 | 50 | 28.3 | .524 | -   | .568 | 10.4 | 1.3 | 0.5 | 1.1 | 3.1 | 14.3 |
| bjリーグ 2010-11 | 埼玉   | 27 |    | 25.1 | .480 | -   | .613 | 8.4  | 1.2 | 0.4 | 1.8 | 2.5 | 10.6 |
| bjリーグ 2010-11 | 新潟   | 4  | 2  | 19.5 | .609 | -   | .500 | 10.0 | 1.0 | 0.0 | 1.3 | 3.0 | 7.5  |
| bjリーグ 2011-12 | 千葉   | 8  | 3  | 18.0 | .400 | 0   | .609 | 5.0  | 1.0 | 0.4 | 0.3 | 2.3 | 7.3  |

bjリーグ
ブロックショット1位（2008-09）、3位（2007-08）